# Calvisia virbius
Calvisia virbius är en insektsart som först beskrevs av John Obadiah Westwood 1859.  Calvisia virbius ingår i släktet Calvisia och familjen Diapheromeridae. Inga underarter finns listade.